# Tracia de Vest

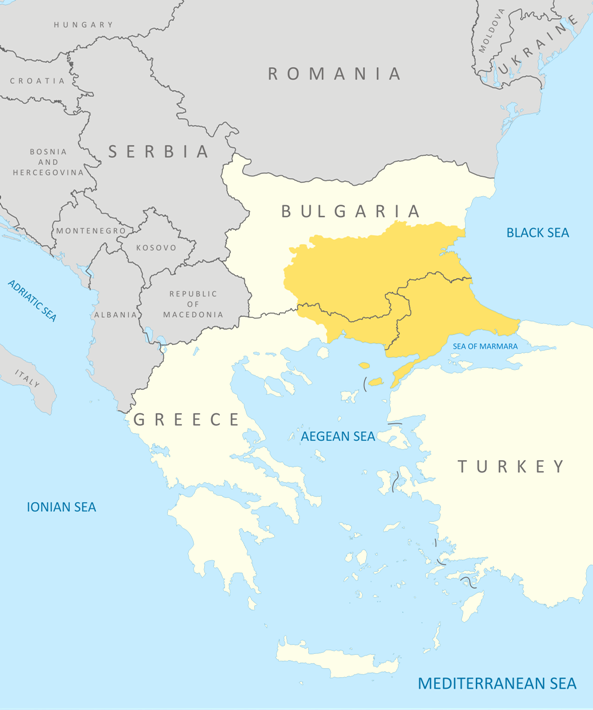
Actuala împărțire a Traciei.

Tracia de Vest sau Tracia Egee sau Tracia greacă este partea de sud-vest a Traciei situată de-a lungul Mării Egee. În prezent, face parte din periferia greacă a Macedoniei de Est și a Traciei.

## Geografie
Tracia Egee constituie partea de sud-vest a Traciei. Include teritoriile situate la sud de versanții sudici ai Munților Rodopi și la nord de Marea Egee (plus insula Samothrace), la est de râul Mesta și la vest de râul Maritsa.
Din punct de vedere politic-administrativ, Tracia de Vest face parte din Republica Elenă. Este împărțit între prefecturile Evros, Rhodope și Xanthi, care constituie partea de est a periferiei Macedoniei de Est și Traciei.

## Istorie
Tracii s-au stabilit în tot sud-estul Peninsulei Balcanice și au dat, mai târziu, numele lor regiunii. Homer menționează în Iliada că mai multe triburi tracice, inclusiv cele instalate în actuala Tracie Egee, au luat parte la războiul troian. Ciconii formează un regat puternic în regiune. În secolul VII î.Hr, litoralul a fost colonizat de greci, care au întemeiat orașul Maronia. În secolul VI î.Hr, odrizii au inclus regiunea în regatul lor. În 343-342 î.Hr, Tracia cade sub hegemonia Regatului Macedoniei. După moartea lui Alexandru cel Mare a pierdut treptat interiorul și a păstrat doar linia de coastă. Regiunea a fost cucerită treptat de Imperiul Roman, mai întâi odată cu lichidarea regatului Macedoniei în -146 î.Hr. și apoi cu cucerirea ultimului regat al lui Odryses în 46 î.Hr. Sudul Traciei a fost încorporat în provincia romană Tracia.
În urma cuceririi Balcanilor de sud de către Imperiul Otoman în secolul XIV d.Hr, regiunea a fost inclusă în provincia turcă Rumelia. Acolo s-au stabilit populații vorbitoare de turcă din Asia Mică. Apropierea regiunii Istanbul, prezența turcească puternică, islamizarea forțată și regulile particulare ale dhîmatului au contribuit la o islamizare progresivă a populațiilor bulgare din regiune care au fost desemnate apoi cu numele de Pomaci.
După proclamarea Exarhatului Bulgar în 1870 de către un firman al sultanului, Tracia de Vest a fost inclusă în acesta. În timpul Tratatelor de la San Stefano și Berlin (1878), care au avut ca rezultat reconstituirea unei Bulgarii autonome - Tracia Egee a rămas în cadrul Imperiului Otoman (vilaietul Adrianopol).

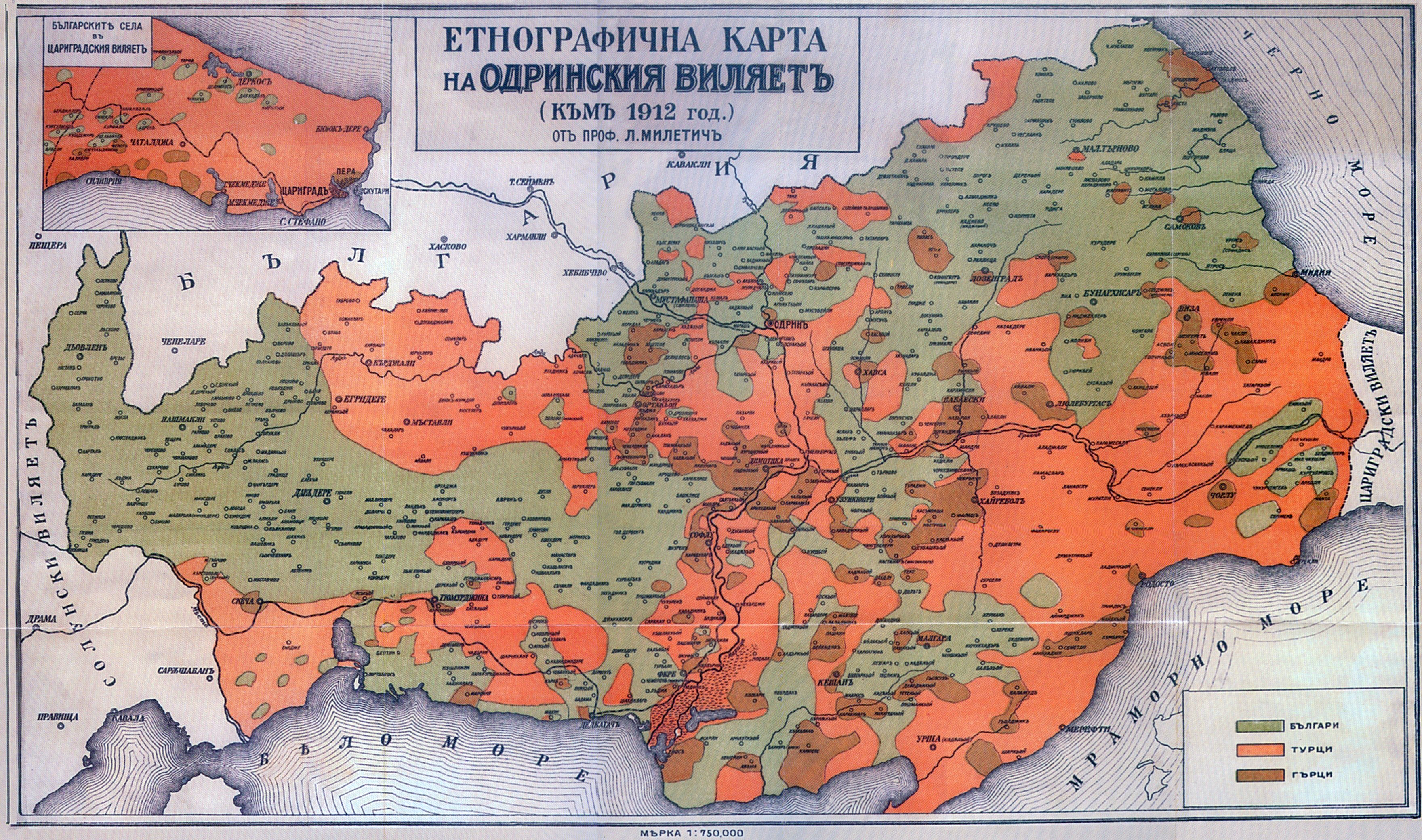
Harta etnografică a Traciei de Sud (Vilaietul Adrianopol) realizată de etnograful bulgar Lyubomir Miletich în 1912. În gri, bulgari, în maro greci și în portocaliu turci.

Steagul Guvernului provizoriu al Traciei de Vest

În ajunul Războaielor balcanice (1912-1913), populația Traciei din Marea Egee era de aproximativ 234.700 locuitori. Era alcătuită în principal din bulgari ortodocși sau islamizați (pomaci) și turci, populațiile grecești fiind majoritare în câteva orașe de-a lungul râului Marița și a coastei Mării Egee. Regiunea includea și minorități armenești, evreiești (sefarde) și țigănești.
Compoziția etnico-religioasă a fost următoarea:
|                                       | Număr   | %     |
| ------------------------------------- | ------- | ----- |
| Musulmani (Turci, Bulgari, Romi etc.) | 185.000 | 78,82 |
| Bulgarii ortodocși                    | 25.500  | 10,86 |
| Greci ortodocși                       | 22.000  | 9,37  |
| Evrei, Armeni etc.                    | 2.200   | 0,94  |
| Total                                 | 234.700 | 100   |

De remarcat faptul că este dificil de interpretat aceste cifre în mod riguros, deoarece termenul de turci a fost adesea folosit în locul celui de musulmani pentru a desemna toate populațiile islamizate, indiferent de originea lor etnică. Așa se face că bulgarii care au rămas creștini ortodocși au denumit „turci” atât populațiile de origine turcă, cât și populațiile bulgare islamizate (pomacii) care adoptaseră religia și modul de viață al ocupantului turc căruia i-au fost loiali.
În timpul Primului Război Balcanic regiunea a fost cucerită de trupele bulgare, care făceau parte din Liga Balcanică (Bulgaria, Grecia, Serbia și Muntenegru), de la trupele otomane. După cel de-al Doilea Război Balcanic, Tratatul de la București a lăsat Tracia de Vest Bulgariei, care a dobândit astfel acces direct la Marea Egee și la Marea Mediterană. O republică turcă de scurtă durată a Traciei de Vest a existat timp de 56 de zile în toamna lui 1913.

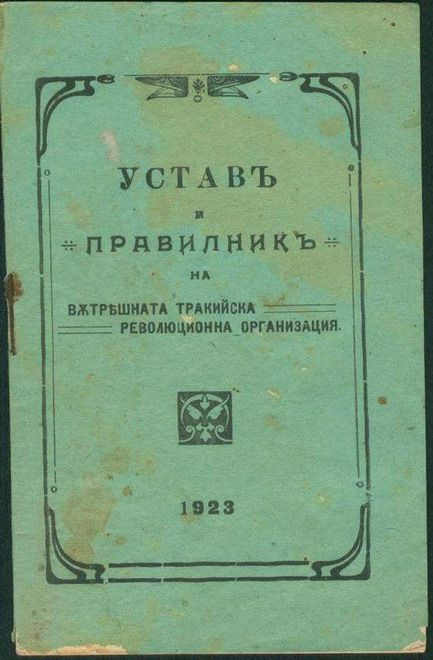
Ordinul și regulamentul Organizației Revoluționare Interne Tracice (1923).

În urma înfrângerii Puterilor Centrale, din care Bulgaria și Turcia făceau parte, în timpul Primului Război Mondial, Tratatul de la Neuilly (1919) a atașat Tracia de Vest Greciei, ceea ce a dus la „schimburi de populație” între Grecia și Bulgaria și acordarea cetățeniei grecești pentru bulgarii care au rămas acolo. Tratatul de la Sèvres (1920) i-a făcut pe musulmanii din Tracia de Vest cetățeni greci. În urma Tratatului de la Lausanne (1923) între Grecia și Turcia au avut loc „schimburi de populație” semnificative (1.6 milioane de greci din Asia Mică față de 385.000 de musulmani din Grecia). Populația turcă a regiunii a fost singura care nu a fost inclusă în aceste schimburi, dar mulți bulgari islamizați (pomaci), simțindu-se respinși de către bulgarii ortodocși, au preferat să plece în Turcia, a cărei populație era mai apropiată din punct de vedere religios și cultural. Acești pomaci au constituit majoritatea „turcilor” transferați din Grecia în Turcia. Începând cu 1923 musulmanii din Tracia de Vest se bucură de statutul de minoritate religioasă în Grecia. În timpul celui de-al Doilea Război Mondial Bulgaria a recuperat regiunea, dar după capitularea sa a trebuit să o returneze Greciei.

Tracia de Vest în 431 î.Hr.
Tracia de Vest în 200 î.Hr
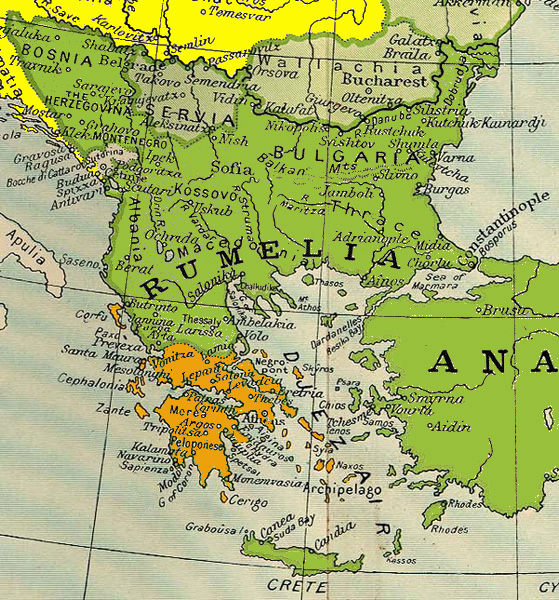
Tracia în Imperiul Otoman.
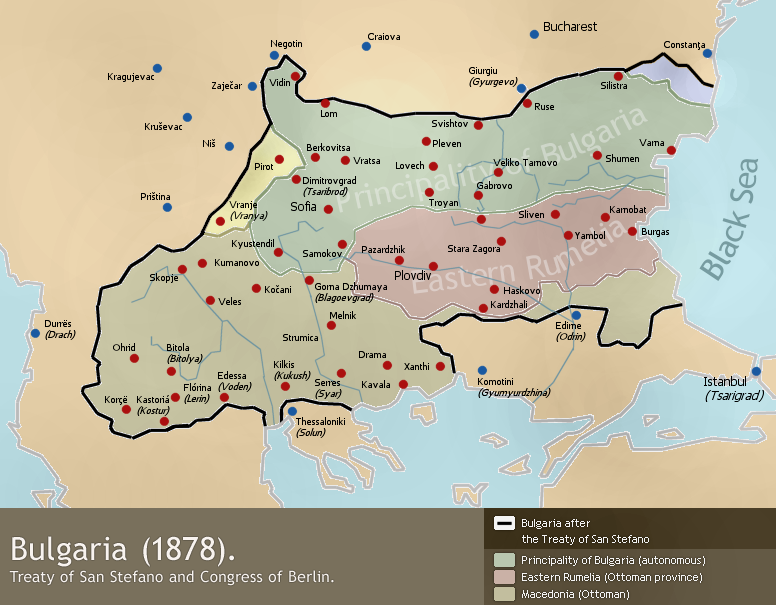
Tracia în timpul Tratatelor de la San Stefano și Berlin.
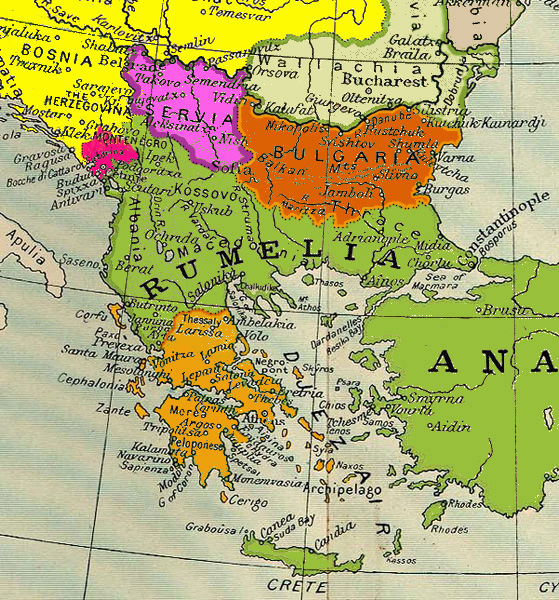
Tracia de Vest din 1878 până în 1912.
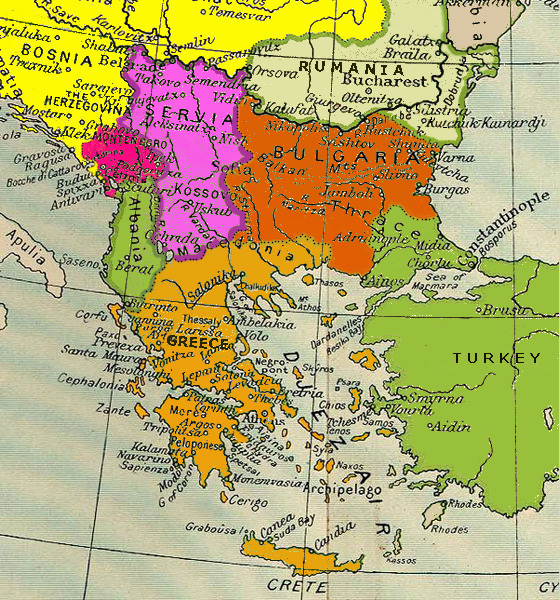
Tracia de Vest din 1913 până în 1919.
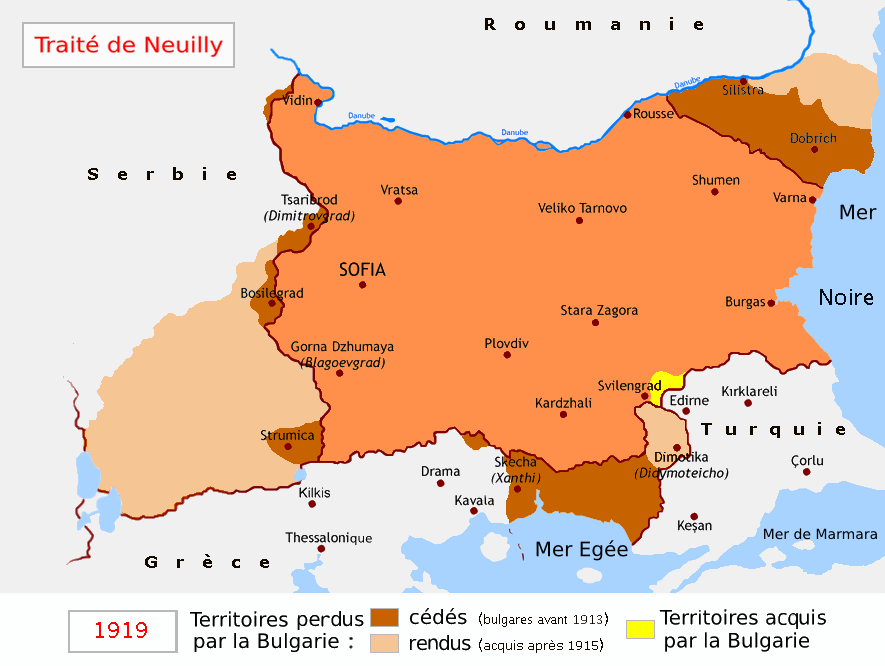
Tracia de Vest după Tratatul de la Neuilly (1919).
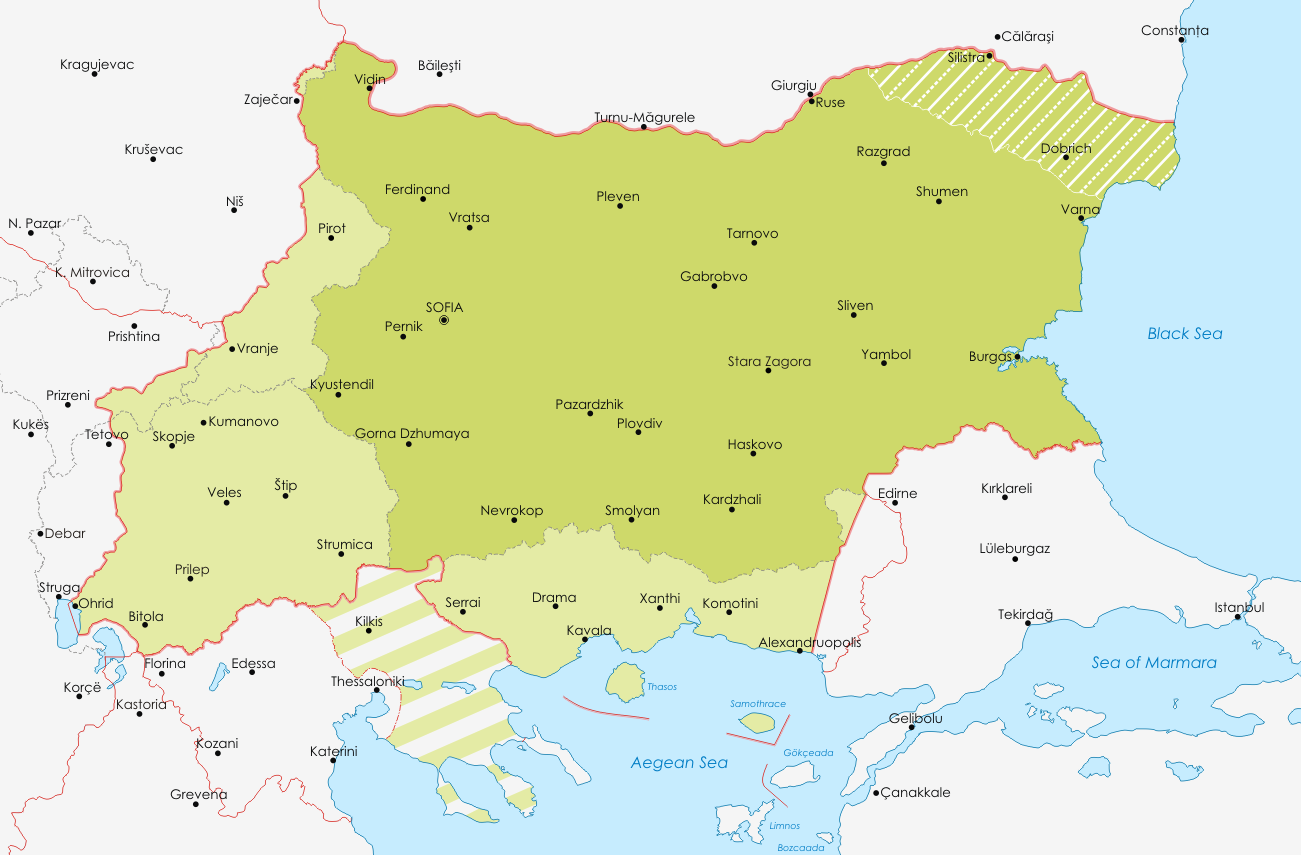
Tracia de Vest în timpul celui de-al Doilea Război Mondial.

## Religie
În 1923 granița dintre Turcia modernă și Grecia a fost înghețată aproape definitiv în timpul Tratatului de la Lausanne, semnat la 24 iulie, după un transfer de populație între cele două țări, o parte dintre grecii Turciei fiind expulzați din țară pentru Grecia în timp ce majoritatea grecilor musulmani a fost deportați în Turcia.
La sfârșitul acestui acord, comunitatea greacă din Istanbul se poate menține la fel ca minoritatea musulmană din Tracia de Vest. Acesta din urmă formează o comunitate de aproximativ 120.000 până la 150.000 de oameni.
O caracteristică unică în Europa, este singura regiune europeană care are legea Sharia în textele sale oficiale. Legea religioasă musulmană s-a aplicat din 1923 și a continuat de atunci, chiar dacă în Turcia vecină, secularizarea legii impusă de Ataturk nu mai recunoștea niciun statut special religiei musulmane. În această regiune, Tratatul de la Lausanne din 1923 lasă celor trei mufti din Tracia puteri depline pentru toate problemele legate de treburile de familie (căsătorii, moșteniri, tutele), domenii în care se aplică întotdeauna regulile dreptului musulman. Astfel, în chestiuni sociale sau familiale, legea religioasă musulmană se aplică automat, chiar dacă una dintre părțile în dispută solicită aplicarea dreptului civil grecesc.
Cu toate acestea, potrivit lui Stéphane Papi, cercetător și profesor de drept public, „hotărârile judecătorești pronunțate de mufti sunt din ce în ce mai conforme cu dreptul comun. Dacă, teoretic, repudierea sau poligamia sunt posibile, divorțurile se fac cel mai adesea prin consimțământ reciproc și poligamia nu mai există.”. 